# 7130 Klepper
7130 Klepper eller 1992 HR4 är en asteroid i huvudbältet som upptäcktes den 30 april 1992 av den tyske astronomen Freimut Börngen vid Tautenburg-observatoriet. Den är uppkallad efter den tyske författaren Jochen Klepper.
Asteroiden har en diameter på ungefär 4 kilometer.